# Черв'яга жовта
Черв'яга жовта (Schistometopum thomense) — вид черв'яг родини товстошкірі черв'яги (Dermophiidae). Інші назви — черв'яга сан-томійська, кобра бобо (місцева назва).

## Поширення
Цей вид є ендеміком Сан-Томе і Принсіпі. Зустрічається на островах Ролаш і Сан-Томе, які розташовані в Гвінейській затоці біля берегів Центральної Африки.
Він міститься в більшості ґрунтів на Сан-Томе, з тропічних вологих низинних лісів до прибережних кокосових плантацій. Вид відсутній тільки в найпосушливіших північних районах острова.

## Опис
Дорослі особини виростають до 20-30 см,. що робить їх одними з найменших в родини. Витягнуте тіло циліндричної форми покрито великою кількістю дрібних лусочок, які мають насичений яскраво-жовтий колір. Верхня частина тулуба поділена на чітко виражені поперечні кільця, що нагадують сегменти дощових черв'яків. Очі занадто дрібні, для формування повноцінної картинки та покриті досить щільною плівкою, яка захищає очі під землею. Ці земноводні куди краще орієнтуються в просторі за допомогою уловлювання звуків і вібрацій.

## Спосіб життя
На відміну від більшості своїх родичів не прив'язані до водойм, оскільки віддають перевагу вологим ґрунтам, деревній потерті і коко-ґрунту. Харчується комахами та іншими безхребетними, на яких полює за допомогою липкого язика.